# Hypena irregulinea
Hypena irregulinea là một loài bướm đêm trong họ Erebidae.